# Tiranská univerzita
Tiranská univerzita (albánsky Universiteti i Tiranës) je nejstarší univerzita v Albánii. Nachází se v jižní části hlavního města.

## Historie
Založena byla v říjnu 1957, spojením několika vysokých škol a jejich přemístěním do nového rozsáhlého areálu. Mezi lety 1985 a 1991 nesla název po Enveru Hodžovi, bývalém komunistickém vládci země. Původně měla okolo deseti fakult, v roce 1990 se však odtrhly technické obory, a dodnes je tak univerzita zaměřena spíše humanitně. Studovalo zde mnoho významných Albánců, mezi nimi např. Sali Berisha, bývalý premiér a prezident republiky.

## Současnost
- V současné době[kdy?] studuje na sedmi fakultách celkem 14 000 studentů, učí je dohromady 600 učitelů.
- Rektorem univerzity je Artan Hodža.